# Beatmania IIDX (비디오 게임)
비트매니아 IIDX 는 비트매니아 IIDX의 첫번째 작품으로 4키 모드 (검은 건반 자동 처리), 5키 모드 (6, 7번 건반 자동 처리) 7키 모드가 수록되어 있었다.